# Claude Gros de Boze
Pour les articles homonymes, voir Gros et Boze.
Claude Gros de Boze (28 janvier 1680 à Lyon - 10 septembre 1753 à Paris) est un érudit, numismate et bibliophile  français.

## Biographie
Il fait ses études à Lyon et à Paris, où il s'établit vers 1700. S'étant acquis le soutien de Nicolas-Joseph Foucault, il devient en 1705 pensionnaire de l'Académie des inscriptions et belles-lettres, dont il est nommé secrétaire perpétuel l'année suivante. Il est élu membre de l'Académie française en 1715, puis devient en 1719 garde du Cabinet des médailles et antiques, poste qu'il occupera jusqu'à sa mort. Il met au point avec son élève et assistant Jean-Jacques Barthélemy une méthode de classement des médailles et réalise un « inventaire et récolement des médailles, pierres gravées et autres raretés antiques du Cabinet du roy » en 1723. Il est élu membre de l’Académie royale de peinture et de sculpture en 1727. Claude Gros de Boze est devenu membre de la Royal Society le 6 avril 1749. De 1745 à 1747, il est chargé de l'inspection de la Librairie du royaume. Le catalogue de son importante bibliothèque a été établi par le libraire parisien  Jean Boudot. Sa bibliothèque, mise en vente a sa mort, fut achetée en bloc par Jules-François de Cotte (1721-1810) et les financiers Boutin qui remirent en vente une partie des livres l'année suivante.

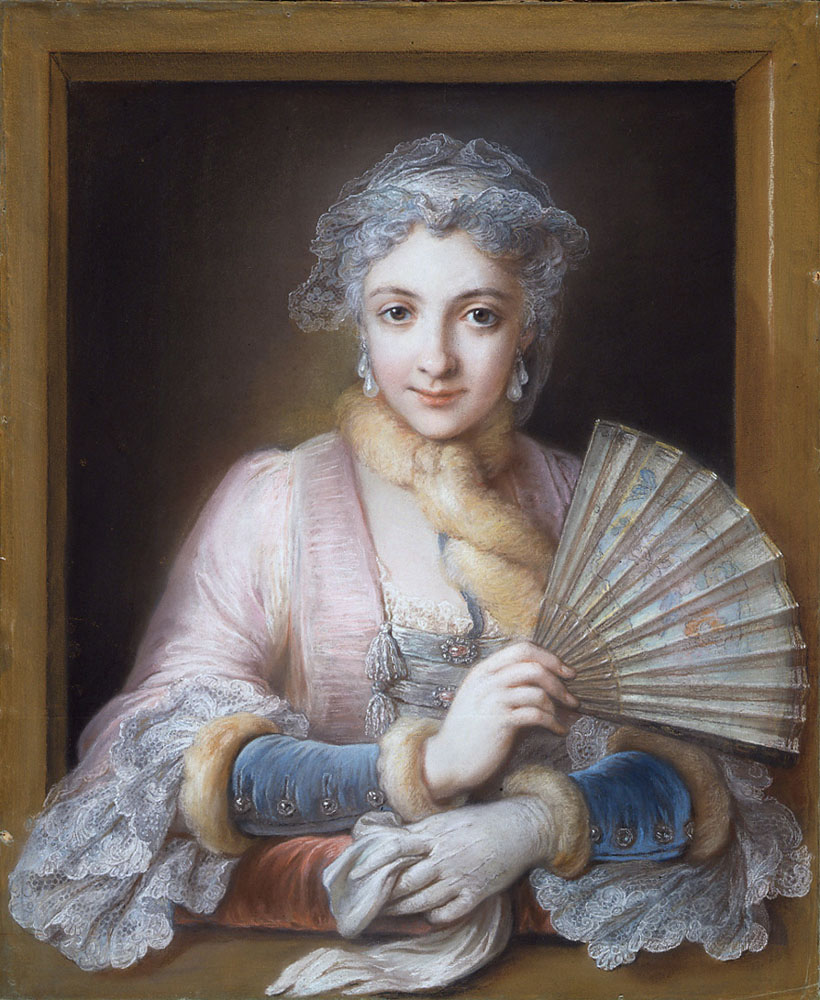
Portrait de son épouse, Charlotte Philippine de Châtre du Cangé, future marquise de Lamure.

Il épouse Charlotte Philippine de Châtre du Cangé, fille de Jean-Pierre Imbert Châtre de Cangé et de Philippine Charlotte de Wandt.

## Principales publications
- Traité historique sur le jubilé des Juifs (1702)
- Dissertation sur le Janus des anciens et sur quelques médailles qui y ont rapport (1705)
- Dissertation sur le culte que les Anciens ont rendu à la déesse de la Santé (1705)
- Explication d'une inscription antique trouvée depuis peu à Lyon, où sont décrites les particularitez des sacrifices que les Anciens appelloient « Tauroboles » (1705)
- Histoire de l'Académie royale des inscriptions et belles-lettres depuis son établissement jusqu'à présent (14 volumes) (1718-72)
- Médailles sur les principaux événements du règne entier de Louis le Grand, avec des explications historiques (1723) (lire en ligne)
- Démétrius Soter, ou le Rétablissement de la famille royale sur le trône de Syrie (1746)